# An American Trilogy/The First Time Ever I Saw Your Face
An American Trilogy/The First Time Ever I Saw Your Face è un singolo discografico del 1972 di Elvis Presley.

## Tracce
1. An American Trilogy – 4:23 (Tradizionale)
2. The First Time Ever I Saw Your Face – 3:40 (Ewan MacColl)